# توخناکال
توخناکال (ترکی آذربایجانی: Tukhnakal) یک منطقهٔ مسکونی در جمهوری آرتساخ است که در استان آسکران واقع شده‌است.